# Shapinsay
Shapinsay is een eiland dat deel uitmaakt van de Orkney-eilanden in het noorden van Schotland. Met een oppervlakte van 29,5 km² (ongeveer 7,5 km bij 6 km) is het het op zeven na grootste eiland van de Orkney-eilanden. Er wonen ongeveer 300 mensen op het eiland.
Het enige dorp op het eiland is Balfour, waarvandaan er veerboten vertrekken naar Kirkwall op Mainland. In Balfour ligt het victoriaanse Balfour Castle.
Op het eiland bevinden zich de megalieten Mor Stein en Odin's Stone. Uit de ijzertijd ligt er de Burroughston Broch.
Het eiland heeft twee natuurreservaten en is bekend om haar vogels.